# Ankh-Morpork
Ankh-Morpork là một thành phố hư cấu trong thế giới Discworld - một loạt tuyển thuyết giả tưởng của Terry Pratchett.

## Tổng quan
Pratchett mô tả đây là thành phố lớn nhất trong thể giới Discworld. Ankh-Morpork đồng thời cũng là thủ đô thương mại của Discworld. Càng về tập sau của loạt tiểu thuyết, Ankh-Morpork được mô tả như là một thành phố đa văn hoá (trong trường hợp này có nghĩa là đa dạng về mặt chủng loài) và phải chống chọi lại với những khó khăn thử thách của một thế giới hiện đại.
Trong tập The Art of Discworld, Pratchett giải thích thành phố này giống như Tallin hay trung tâm của Praha, nhưng nó có thêm các yếu tố của Luân Đôn thế kỷ 18, thành phố Seattle thế kỷ 19 và những yếu tố hiện đại của New York. Trong tập The Streets of Ankh-Morpork, tác giả cũng cố gắng mô tả các hoạt động và địa điểm của các nhân vật cho khớp với bản đồ của Ankh-Morpork. Điều này giúp cho ông cũng như độc giả có thể hình dung ra được câu chuyện mạch lạc hơn. Ankh-Morpork đôi khi cũng được nhắc đến như là "The Great Wahoonie", ám chỉ đến tên hiệu của hai thành phố Luân Đôn (The Great Wen) và New York (The Big Apple). Ngoài ra, thành phố này cũng có rất nhiều điểm tương đồng về cấu trúc chính trị, kinh tế, xã hội và lịch sử với thành phố Florence ở Ý trong thời phục hưng.